# Cia Fornaroli
Cia Fornaroli, nata Lucia Fornaroli (Milano, 16 ottobre 1888 – Riverdale, 16 agosto 1954), è stata una ballerina, coreografa e attrice italiana.

## Biografia
Cia Fornaroli nacque a Milano da Giovanni Fornaroli e Santina Volonté. Studiò danza alla Scuola di Ballo del Teatro alla Scala ed apparve come solista nell'Iris di Mascagni e ne I vespri siciliani di Verdi.
I suoi insegnanti furono Caterina Beretta, Adelaide Viganò, Achille Carnesecchi Coppini e R. Grassi, con i quali si diplomò nel 1910. Successivamente prese lezioni di perfezionamento da Enrico Cecchetti, diventando una delle sue allieve preferite.
Il suo esordio negli Stati Uniti avvenne nella stagione 1910-1911, quando si trasferì a New York per esibirsi come prima ballerina al Metropolitan Opera House, dove restò fino al 1914. Successivamente fu impegnata in varie tournée, a Madrid, Barcellona, America del sud ed in particolare al Teatro Colón di Buenos Aires, con la compagnia di Anna Pavlova, anch'essa allieva di Cecchetti.
Alla fine della prima guerra mondiale, nel 1918, fece ritorno in Italia, dove nel frattempo, grazie anche all'intervento di Arturo Toscanini, la Scala aveva riaperto, per partecipare all'anteprima della commedia mimo-sinfonica in un preambolo e un atto Il carillon magico di Riccardo Pick-Mangiagalli, sotto la direzione di Tullio Serafin. La sua interpretazione del ruolo di Pierrot fu molto applaudita, tanto che l'anno dopo lo spettacolo fu riproposto al Teatro Costanzi di Roma, questa volta con la Fornaroli nel ruolo di Colombina.

### Attrice cinematografica
Nel 1916 la Fornaroli si trasferì a Roma, sia pure in modo discontinuo, per partecipare ad alcuni film come attrice. Tra questi ci furono Cura di baci, I fioretti di S. Francesco (1916), Nellina (1917), Frou-Frou (1918), con Francesca Bertini, L'orgoglio e l'ira (1919) e Haydée (1923) al quale partecipò il Corpo di Ballo del Teatro alla Scala.

### Ritorno alle origini
Nel 1922 fece ritorno alla Scala per la stagione 1922-1923 sia come ballerina che come coreografa. Tra le tante possiamo citare l'interpretazione di Mahit di Pick-Mangiagalli (1923), coreografato da lei stessa. Nello stesso anno prese parte ad una produzione della Volksoper di Vienna e nel 1924 partecipò ad una stagione operistica a Vienna ed a Berlino.
Nella stagione 1923-1924 della Scala interpretò Louise di Charpentier (1923), che coreografò ed inoltre fece la coreografia dei cori danzanti di Orfeo ed Euridice di Gluck (1924). Nel 1924 interpretò Sakùntala di Alfano e il Nerone di Boito, sotto la direzione di Toscanini. Nella stagione 1924-1925 fu l'interprete de Il Convento Veneziano di Alfredo Casella, un grande successo personnale della Fornaroli, nonostante il fallimento parziale del balletto.

### Opere liriche
Come prima ballerina prese parte a numerose opere liriche tra le quali figurano La traviata, Aida, Orfeo ed Euridice (1925), Il Carillon magico, Carmen, Kovancina, La bella e il mostro di Luigi Ferrari Trecate, Nerone e Petruška di Stravinskij (1926). Petruška fu replicato nella stagione seguente il 20 marzo 1927 con la partecipazione straordinaria di Enrico Cecchetti, nella parte del "vecchio ciarlatano". Il 10 gennaio 1928 interpretò con grande successo il balletto Vecchia Milano di Franco Vittadini. Il 15 marzo 1928 interpretò la parte della Sulamita ne La Leggenda di Giuseppe di Richard Strauss, prima assoluta in Italia, sotto la direzione dell'autore stesso.

### Maestra di ballo
Nel 1929 successe a Cecchetti come direttrice della Scuola di Ballo del Teatro La Scala, fino al 1933, senza però abbandonare il balletto come protagonista. Sono di questo periodo alcune delle sue più vivaci interpretazioni tra le quali spiccano il balletto Casanova a Venezia di Pick-Mangiagalli (1929), nella quale fornì una frizzante interpretazione settecentesca e Le mille e una notte di Victor De Sabata, il 20 gennaio 1931, che riscosse un grandissimo successo.
Nel 1933 lasciò La Scala ed insegnò al Festival musicale di Venezia. In seguito fondò la Compagnia del balletto italiano di San Remo, reclutando in gran parte ballerini provenienti dalla Scala. Per la sua compagnia coreografò opere di compositori italiani, privilegiando la musica contemporanea; tra questi figurano Gli uccelli di Ottorino Respighi, Histoire d'un Pierrot e Berceuse, entrambi di Pick-Mangiagalli.
Nel 1940 fu costretta a lasciare l'Italia assieme al marito Walter Toscanini (dal quale ebbe il figlio Walfredo), figlio del famoso direttore, a causa delle insanabili divergenze politiche con il regime fascista e prese residenza a New York, dove continuò ad insegnare danza. Insegnò prima all'American Ballet Theatre di New York, il più importante istituto americano e in seguito, dal 1944 al 1946, diresse la Scuola di Danza Classica - Metodo Cecchetti di New York.

### Morte
Il 16 agosto 1954, a causa di una lunga malattia, che la rese immobile per due anni, morì nella villa di Toscanini a Riverdale presso New York. Ha lasciato alla New York Public Library un grosso patrimonio di libri ed altro sulla danza e sulla sua attività artistica: oggetti, lettere, fotografie, libri.

## Allieve degne di nota
Dai suoi insegnamenti, che furono sempre improntati a quelli ricevuti da Cecchetti, uscirono molte ballerine, che in seguito divennero famose, tra le quali figurano:
- Nives Poli
- Attilia Radice
- Teresa Legnani
- Regina Colombo
- Wanda Nardi
- Bice Del Frate

per citarne solo alcune.